# Wakaba (1934)
El Wakaba (若葉 hojas jóvenes?) fue el cuarto destructor de la Clase Hatsuharu. Sirvió en la Armada Imperial Japonesa durante la  Segunda Guerra Mundial. 

## Historia
El 24 de octubre de 1944, en la batalla del Golfo de Leyte, el Wakaba fue hundido por  aviones del USS Franklin (CV-13). Fue alcanzado por una o dos bombas, según versiones, en la coste oeste de la isla de Panay, en la posición (11°50′N 121°25′E / 11.833, 121.417). Los destructores Hatsuharu y Hatsushimo rescataron 78 y 74 supervivientes respectivamente.